# トニー・ラズロ
トニー・ラズロ/トニ・ラースロー（Tony László、1960年10月16日 - ）は、アメリカ合衆国出身のフリー・ジャーナリスト。ジャーナリストとして英語と日本語で記事を執筆。大学講師もしている。
妻は漫画家の小栗左多里。一児の父。

## 人物
ハンガリー系とイタリア系の家庭で生まれ育って、1985年来日した。2012年からはドイツ東北部のベルリン在住。
自他ともに認める語学オタク。特技は一輪車に乗ることで、血液型はA型。好きな食べ物はトマトとチョコレート。本人曰く、一緒に食べるわけではない。好きな日本食はがんもどき。好きな漢字は「華」である。

### 「ダーリンは外国人」における人物像
前述のとおり妻は漫画家の小栗左多里であり、彼女の『ダーリンは外国人』などをはじめとする作品では実質彼が主人公となっている。顔半分をおおう髭、顔の彫りの深さが特徴的に描かれている。口は描かれないことの方が多い。ちなみに本当の顔は巻末の写真やブログなどで明らかになっている。
身長、体重などの情報はトニー自身が興味がないので知らないという（実際は、調べればわかることなので覚えないだけ）。同様の理由で自宅の住所や電話番号も覚えない。また、仕事や話に夢中になっている時は周りが見えなくなり、「さおり」をイライラさせることが多い。チョコレート（特にビターチョコレート）、チョコアイスが大好物であることが「ダーリンは外国人」などで有名になり、よくチョコレートを貰うようになったと明かしている。ただし、ホワイトチョコレートはチョコとしては認められないらしい。好きな色は赤で、トマトも大好物。トニーの「おふくろの味」は「ラザニエ」。
語学オタクだけあって多言語を解し、妻さおりとの日常会話は日本語。長男とは英語で話す。また、エスペランティストでもある。

## その他
- ピーター・フランクルの著書『僕が日本を選んだ理由』（集英社文庫）の中に、トニ・ラスロとして登場している。

## 思想と活動
- NGO一緒企画の代表。さおりとの馴れ初めもこのNGOであった。
- 反差別国際運動（IMADR）に参加している[3]。
- 有道出人による小樽温泉入浴拒否問題に関して、当該事件における有道出人らの交通費を提供していた[4]。有道出人とはこの訴訟途中で意見相違により仲違いした。なお同裁判の原告のうちの一人Ken Sutherlandも一緒企画と連絡を取っていた[5]。
- 週刊金曜日にコラム「T・ラズロの多文化日本見聞録」を寄稿[6]。
- 靖国神社問題に関して、総理大臣による靖国神社参拝に反対し、A級戦犯合祀問題を問題視している[7]。
- 石原慎太郎東京都知事リコール運動での中心人物だった[8]。

## 過去の出演番組
- 英語でしゃべらナイト
- 世界一受けたい授業（2006年7月22日・2007年）
- みんなでニホンGO!（2010年、NHK総合）

## 連載
- トニー をりをり（2011年4月 - 、をちこちMagazine 国際交流基金）

## 著書
- トニー流幸せを栽培する方法 （ソフトバンク クリエイティブ、2005年、ISBN 978-4797327632）
- ダーリンの頭ン中 英語と語学 （メディアファクトリー、2005年、ISBN 978-4840112260）[9]
- ハワイで大の字―さおり&トニーの冒険紀行 （ヴィレッジブックス、2005年、ISBN 978-4863324749）[9]
- かんたん!勝負ごはん （ヴィレッジブックス、2006年、ISBN 978-4789729376）[10]
- イタリアで大の字―さおり&トニーの冒険紀行（ヴィレッジブックス、2007年、ISBN 978-4863325395）[9]
- ダーリンは外国人 with BABY （メディアファクトリー、2008年、ISBN 978-4840121828）[9]
- めづめづ 京都（出版情報サービスセンター、2008年、ISBN 978-4795837935）[9]
- オーストラリアで大の字―さおり&トニーの冒険紀行（ヴィレッジブックス、2009年、ISBN 978-4863320284）[9]
- ダーリンの頭ン中2 （メディアファクトリー、2005年、ISBN 978-4840132312）[9]
- 英語にあきたら多言語を！ ~ポリグロットの真実~（アルク、2012年、ISBN 978-4757420427）
- フランスで大の字―さおり&トニーの冒険紀行（ヴィレッジブックス、2011年、ISBN 978-4863323551）[9]
- タイで大の字―さおり&トニーの冒険紀行（ヴィレッジブックス、2014年、ISBN 978-4864911269）[9]